# Apeadeiro de Coimbra-Parque

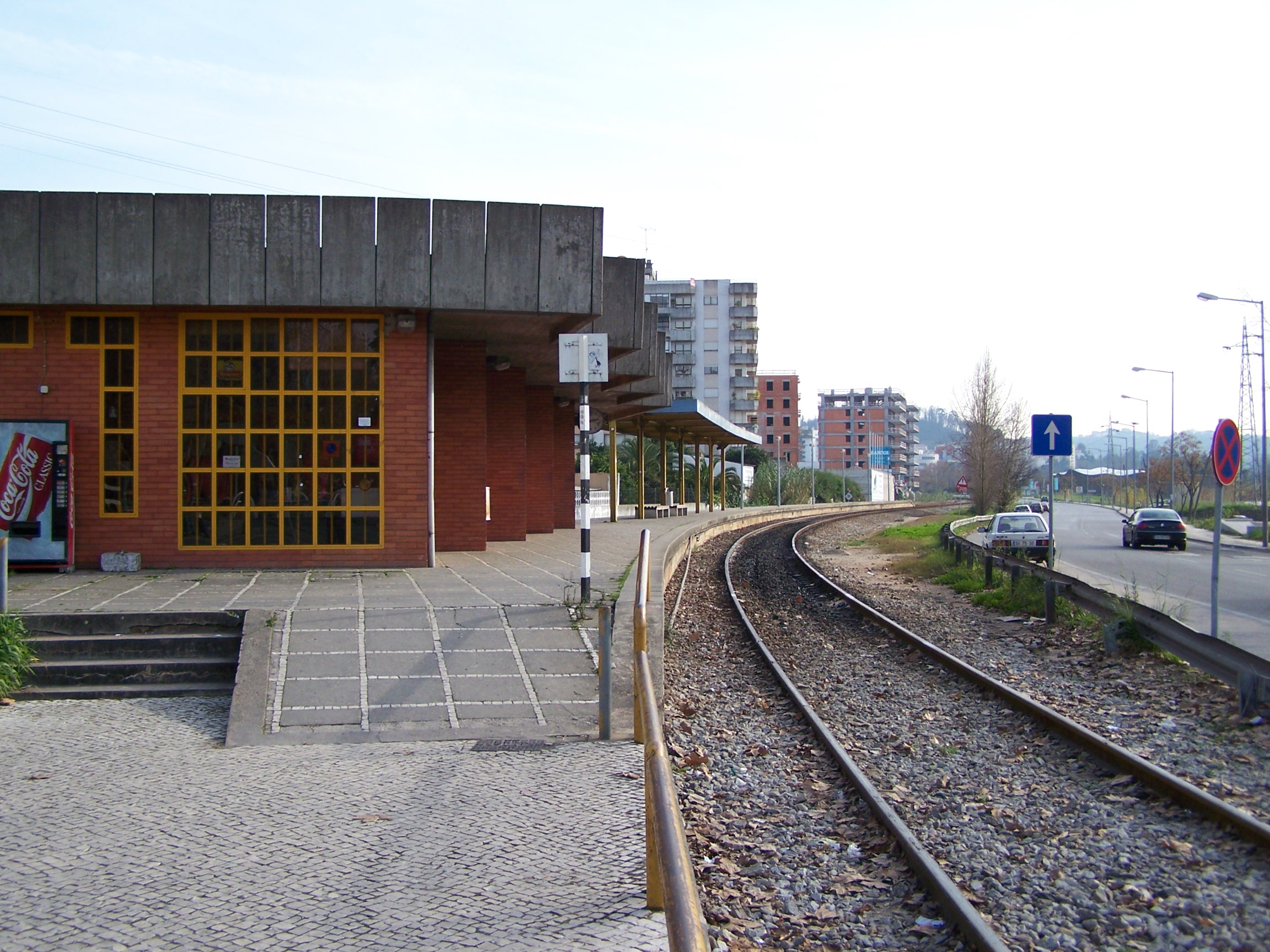
A estação de Coimbra-Parque, em 2007.

O Apeadeiro de Coimbra-Parque, igualmente conhecido como Estação do Parque, é uma gare desactivada do Ramal da Lousã, situada junto ao Parque Verde do Mondego, na cidade de Coimbra, em Portugal.

## Descrição
O abrigo de plataforma situa-se do lado nascente da via (lado esquerdo do sentido ascendente, a Serpins).

## História

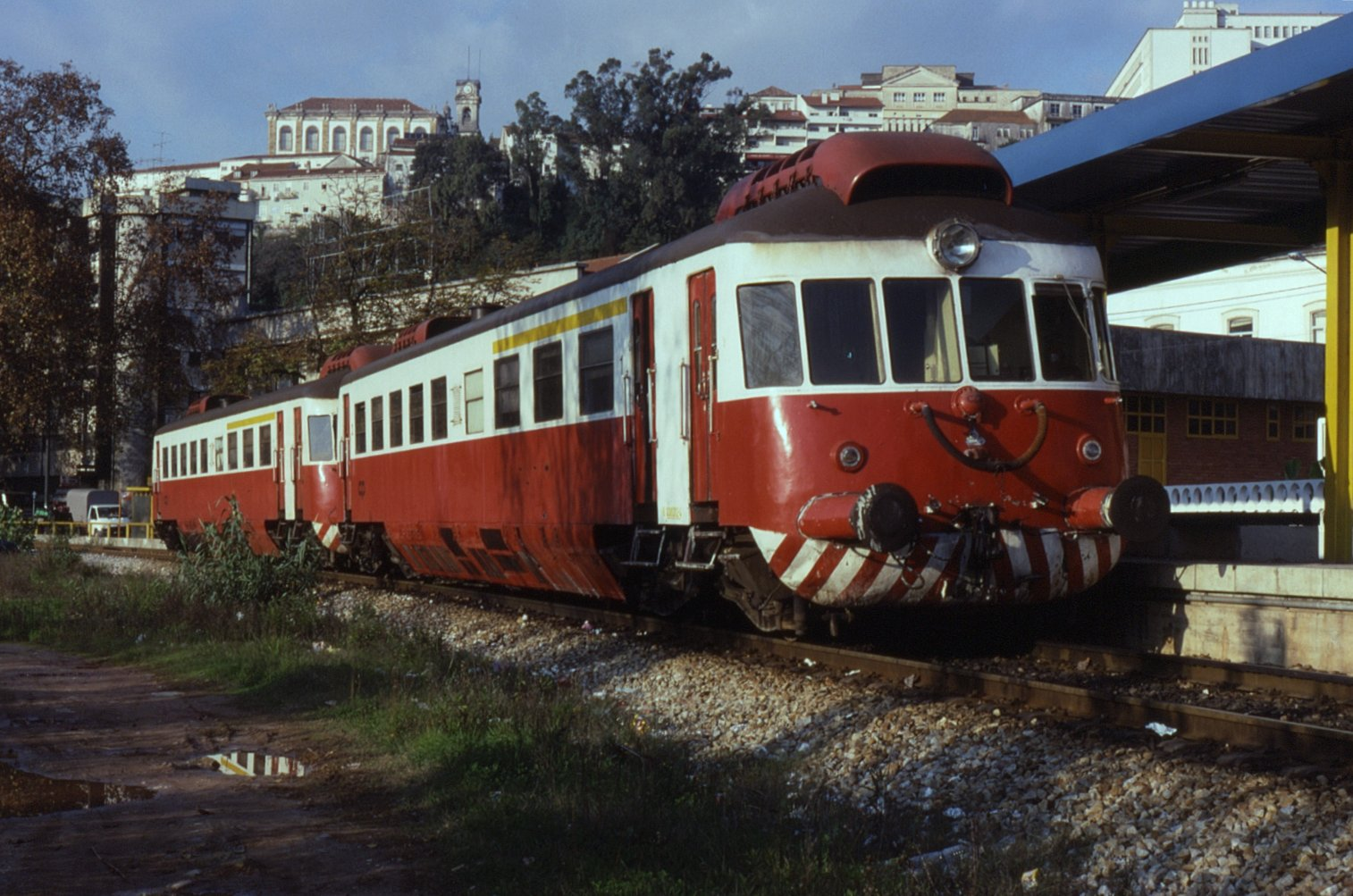
Automotora Allen com carruagem, em Coimbra-Parque, 1990.

### Abertura ao serviço

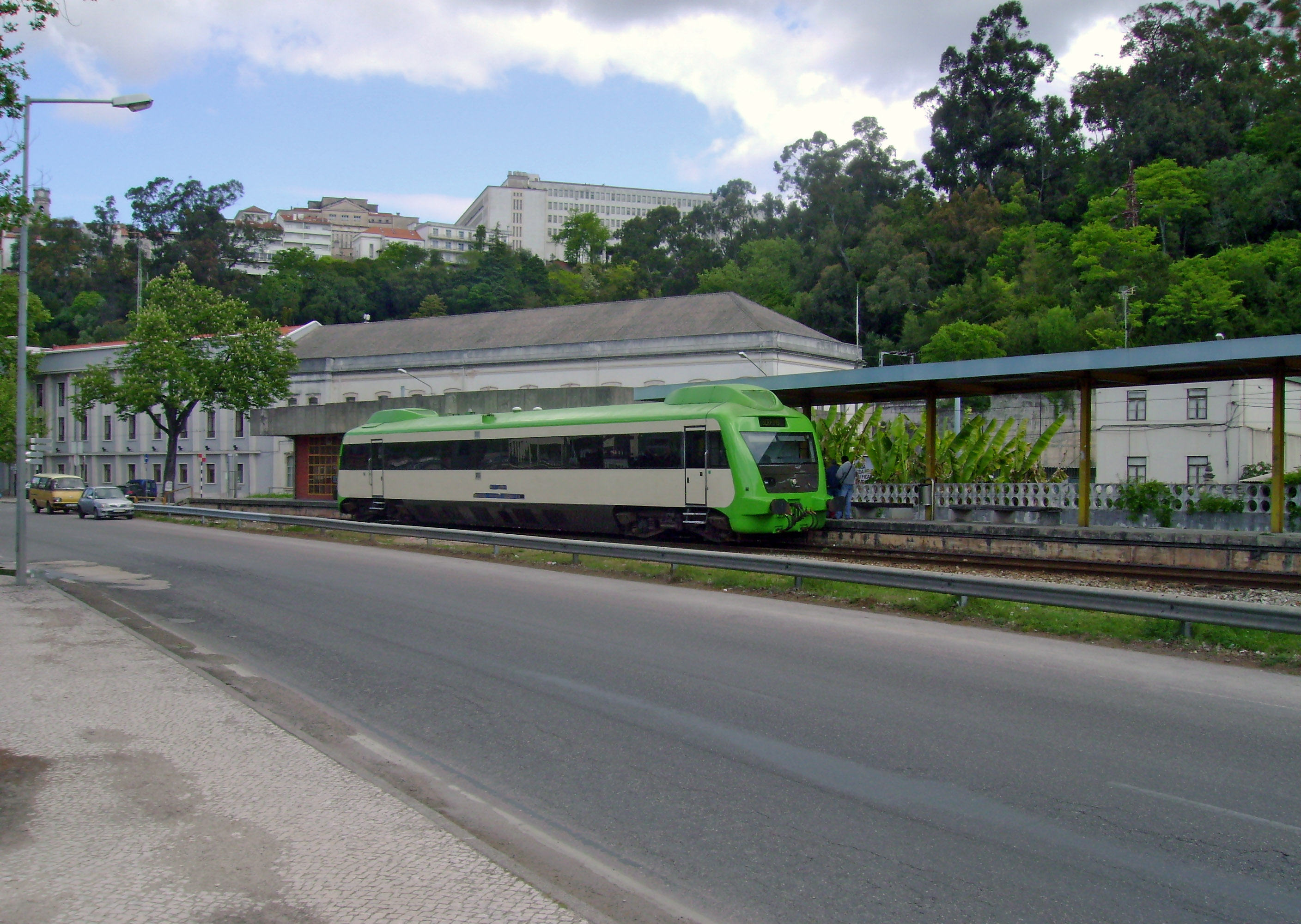
Automotora Allen remodelada, em Coimbra-Parque, 2008.

Este apeadeiro, ao PK 000+850 do Ramal da Lousã, situa-se no troço entre Coimbra e Lousã, que abriu à exploração no dia 16 de Dezembro de 1906, pela Companhia Real dos Caminhos de Ferro Portugueses. Foi porém establecido apenas no final da década de 1970 (entre 1976 e 1985), na sequência da desativação do apeadeiro do mesmo nome situado 383 m mais perto do centro da cidade, ao PK 000+467.

### Século XXI
Em Fevereiro de 2009, a circulação no Ramal da Lousã foi temporariamente suspensa para obras, tendo os serviços sido substituídos por autocarros.

Em 4 de Janeiro de 2010, foi encerrado o lanço entre Coimbra-Parque e Miranda do Corvo para a futura reconversão da linha num metro de superfície, tendo sido criado um serviço rodoviário de substituição. Já em 2007, o projeto apresentado para o Metro Mondego (entretanto nunca construído) preconizava a inclusão de Coimbra-Parque como uma das 14 interfaces do Ramal da Lousã a manter como estação/paragem do novo sistema — a renomear como Parque.